# Miriam Hannes
Miriam Hannes (* 1. Februar 1973 in Düsseldorf) ist eine deutsche Juristin. Sie ist Richterin am Bundessozialgericht.

## Leben und Wirken
Hannes studierte Rechtswissenschaften an der Universität Heidelberg, wo sie 1998 ihr Erstes Juristisches Staatsexamen ablegte. Dort wurde sie 2001 mit der Arbeit Der Vertrauensgrundsatz bei arbeitsteiligem Verhalten zur Dr. iur. promoviert. Ihr Referendariat am Oberlandesgericht Hamburg schloss sie 2002 mit dem Zweiten Staatsexamen ab. Anschließend war Hannes in einer international tätigen Anwaltskanzlei in München tätig. 2005 trat sie in den Höheren Justizdienst der Freien und Hansestadt Hamburg ein und wurde am Sozialgericht Hamburg eingesetzt. Von 2007 bis 2009 war sie als wissenschaftliche Mitarbeiterin an das Bundesjustizministerium abgeordnet. 2017 wurde sie zur Richterin am Landessozialgericht Hamburg befördert.
Im Juni 2018 wurde Hannes zur Richterin am Bundessozialgericht gewählt. Sie trat ihre neue Stellung zum 1. Januar 2020 an und wurde dem vor allem für die Gesetzliche Rentenversicherung zuständigen 13. Senat zugewiesen.